# پارک ملی لورن لیندو
پارک ملی لورن لیندو (به لاتین: Lore Lindu National Park) یک پارک ملی در اندونزی است که در Central Sulawesi, Indonesia واقع شده‌است.